# Serto Ader
Serto Ader (Amhaars: ሰርቶ አደር, Toilers) was een Amhaars nieuwsblad in Ethiopië, gepubliceerd vanuit Addis Ababa. De krant werd in juni 1980 uitgegeven als orgaan van het Centraal Comité van de Commissie voor Organisatie van de Arbeiders Partij van Ethiopië. De krant had als doel het marxisme-leninisme te promoten onder de Ethiopische massa.
Toen de Arbeiders Partij van Ethiopië werd opgericht ging Serto Ader verder als het centrale orgaan van de nieuwe partij.